# Kanton La Chartre-sur-le-Loir
Kanton La Chartre-sur-le-Loir (fr. Canton de La Chartre-sur-le-Loir) je francouzský kanton v departementu Sarthe v regionu Pays de la Loire. Tvoří ho devět obcí.

## Obce kantonu
- Beaumont-sur-Dême
- Chahaignes
- La Chapelle-Gaugain
- La Chartre-sur-le-Loir
- Lavenay
- Lhomme
- Marçon
- Poncé-sur-le-Loir
- Ruillé-sur-Loir